# Żydy (Kowale Oleckie)
Żydy (deutsch Sydden, 1938 bis 1945 Sidden) ist ein Ort in der polnischen Woiwodschaft Ermland-Masuren und gehört zur Landgemeinde Kowale Oleckie (Kowahlen, 1938 bis 1945 Reimannswalde) im Powiat Olecki (Kreis Oletzko, 1933 bis 1945 Kreis Treuburg).

## Geographische Lage
Żydy liegt im Nordosten der Woiwodschaft Ermland-Masuren, 14 Kilometer nordwestlich der Kreisstadt Olecko (Marggrabowa, 1928 bis 1945 Treuburg).

## Geschichte
Das seinerzeit Schieden und später Sydden genannte Vorwerk fand vor 1580 seine erste Erwähnung. 
Als man am 27. Mai 1874 den Amtsbezirk Wensöwen (polnisch Wężewo) errichtete, wurde der Gutsbezirk Sydden eingegliedert. Jedoch bereits am 3. August 1874 gab der Ort seine Eigenständigkeit auf und schloss sich mit der Landgemeinde Fritzendorf (nicht mehr existent) und dem Gutsbezirk Wensöwen zum neuen Gutsbezirk Wensöwen-Sydden zusammen. Noch vor 1881 wurde dieser in „Wensöwen“ ohne den Zusatz umbenannt.
Am 30. Mai 1914 wurde der Amtsbezirk Wensöwen aufgelöst und der eingegliederte Ort Wensöwen (mit dem Ortsteil Sydden) in den Nachbaramtsbezirk Statzen (polnisch Stacze) umgegliedert. Dieser gehörte wie auch schon der Amtsbezirk Wensöwen zum Kreis Oletzko – 1933 bis 1945 „Landkreis Treuburg“ genannt – im Regierungsbezirk Gumbinnen der preußischen Provinz Ostpreußen.
Sydden wurde 1938 in „Sidden“ umbenannt. Der Ort kam 1945 in Kriegsfolge mit dem südlichen Ostpreußen zu Polen und heißt seither „Żydy“. Er ist heute eine kleine Ortschaft innerhalb der Landgemeinde Kowale Oleckie im Powiat Olecki, bis 1998 der Woiwodschaft Suwałki, seitdem der Woiwodschaft Ermland-Masuren zugehörig.

## Kirche
Sydden resp. Sidden gehörte vor 1945 zum Kirchspiel der evangelischen Kirche in Schareyken (1938 bis 1945: Schareiken, polnisch Szarejki) im Kirchenkreis Oletzko/Treuburg innerhalb der Kirchenprovinz Ostpreußen der Kirche der Altpreußischen Union. Die katholischen Kirchenglieder orientierten sich vor 1945 nach Marggrabowa (1928 bis 1945: Treuburg, polnisch Olecko) im damaligen Bistum Ermland.
Heute sind die katholischen Einwohner der Kirche in Sokółki (Sokolken, 1938 bis 1945: Halldorf) zugeordnet, einer Filialkirche der Pfarrei in Cichy (Czychen, 1938 bis 1945 Bolken) im Bistum Ełk der Katholischen Kirche in Polen. Hier lebende evangelische Kirchenglieder gehören zur Kirche in Gołdap (Goldap), einer Filialkirche der Pfarrei in Suwałki in der Diözese Masuren der Evangelisch-Augsburgischen Kirche in Polen.

## Verkehr
Żydy liegt westlich der polnischen Landesstraße DK 65 (einstige deutsche Reichsstraße 132) und ist über eine Nebenstraße, die die Dörfer Stożne (Stoosznen, 1938 bis 1945 Stosnau), Kilianki (Friedensdorf) und Sokółki (Sokolken, 1938 bis 1945 Halldorf) miteinander verbindet, zu erreichen. Außerdem führt eine Straße von Wężewo (Wensöwen, 1938 bis 1945 Eibenau) direkt nach Żydy. Eine Bahnanbindung besteht nicht.